# دیوید لوویس باند
دیوید لوویس باند (انگلیسی: David Louis Band؛ ۹ ژانویهٔ ۱۹۵۷ – ۱۶ مارس ۲۰۰۹) اخترشناس اهل ایالات متحده آمریکا بود. وی از دانشمندان مرکز پروازهای فضایی گودارد ناسا بود که در پروژه رصدگر پرتوی گامای کامپتون مشارکت داشت.